# Harry White (Fußballspieler, 1901)
Harold Barns „Harry“ White (* 15. Januar 1901 in Manor Park; † 1. Quartal 1983 in Southend-on-Sea) war ein englischer Fußballspieler und -trainer.

## Karriere
White, der lokal auch als Cricketspieler bekannt war, spielte 1920/21 für die Leigh Ramblers aus Leigh-on-Sea in der lokalen Southend and District League und erzielte als Mittelstürmer 50 Saisontore, ehe er von Southend United in die Football League Third Division South geholt wurde. Nach zwei torlosen Einsätzen auf der Mittelstürmerposition im Herbst 1921 wurde er bei seinem dritten Saisoneinsatz im April 1922 als linker Außenläufer aufgeboten, eine Position, die er auch bei seinem einzigen Saisoneinsatz für die erste Mannschaft in der Spielzeit 1922/23 bekleidete.
Im Sommer 1925 wurde er von Grays Thurrock United anlässlich deren Premierensaison in der Southern League verpflichtet und wurde dabei als Außenläufer geführt. 1929 übernahm er bei Grays Thurrock den Trainerposten, ein Jahr später zog sich der Klub aus der Southern League zurück.